# Cirey-lès-Pontailler
Cirey-lès-Pontailler település Franciaországban, Côte-d’Or megyében. Lakosainak száma 180 fő (2022. január 1.). Cirey-lès-Pontailler Étevaux, Tellecey, Saint-Léger-Triey, Binges és Lamarche-sur-Saône községekkel határos.

## Népesség
A település népességének változása:
| Lakosok száma | 76   | 65   | 93   | 125  | 160  | 186  | 206  | 193  | 186  | 180  |
|               | 1968 | 1982 | 1990 | 2006 | 2013 | 2015 | 2017 | 2019 | 2020 | 2022 |